# Мурзай Галина Миколаївна
Мурзай Галина Миколаївна — (4 серпня 1943, с. Лантратівка, Луганська область) — українська вокалістка (народний спів), Народна артистка УРСР (1978), Лауреат багатьох співочих конкурсів. Проживає в місті Луганськ.

## Біографія
Мурзай Галина Миколаївна народилася в селі Лантратівка Луганської області.
Закінчила Луганський педагогічний університет імені Тараса Шевченка, брала уроки вокалу у відомого педагога Ірми Яунзем (Москва). Протягом 33 років (1968-2001) — солістка-вокалістка Луганської обласної філармонії. З 1974 по 1976 роки — солістка і одночасно художній керівник камерного ансамблю народних інструментів «Русь».
З 2005 року викладає в Інституті культури та мистецтв при Луганському національному педагогічному університеті ім. Т. Г. Шевченко на відділенні народного співу, доцент.

## Творчий доробок
Репертуар Мурзай Галини складають українські та російські пісні, старовинні російські пісні, пісні сучасних композиторів. Гастролювала майже в 30 країнах світу, у тому числі Болгарії, Польщі, Румунії, Монголії, Франції, Данії, країнах Латинської Америки та інших.